# 32-й батальон Канадского экспедиционного корпуса
32-й батальон Канадского экспедиционного корпуса — подразделение Канадского экспедиционного корпуса во время Первой мировой войны.

## История
Батальон был сформирован 3 ноября 1914 г. и проводил рекрутирование на территориях Манитобы Саскачевана. Отплыл в Великобританию 23 февраля 1915 г. Через 2 месяца, 18 апреля 1915 г. был преобразован в 32-й резервный батальон. 4 января 1917 г. вошёл в состав 15-го резервного батальона. Подразделение было расформировано 1 сентября 1917 г.
Командовали три подполковника:
- Х. Дж. Коуэн, 7 марта 1915 г. — 15 сентября 1915 г.;
- К. Д. Макферсон 15 сентября 1915 г. — 1 августа 1916 г.;
- Ф. Дж. Кларк, 2 августа 1916 г. — 2 января 1917 г.[1]

## Награды
- Великая Война 1915—1917 гг.